# سيرجي أفاناسيف
سيرجي أفاناسيف هو سائق سيارة سباق روسي، ولد في 25 مارس 1988 في موسكو في روسيا.

## روابط خارجية
- سيرجي أفاناسيف على موقع DriverDB.com (الإنجليزية)